# NGC 539
NGC 539 = NGC 563 ist eine Balken-Spiralgalaxie mit ausgedehnten Sternentstehungsgebieten vom Hubble-Typ SBc im Sternbild Walfisch südlich der Ekliptik. Sie ist schätzungsweise 429 Millionen Lichtjahre von der Milchstraße entfernt und hat einen Durchmesser von etwa 200.000 Lj.
Die Typ-Ia-Supernova SN 2008gg beobachtet.
Das Objekt wurde sie als nebliges Objekt am 31. Oktober 1885 vom US-amerikanischen Astronomen Francis Preserved Leavenworth.